# 君と約束した優しいあの場所まで
『君と約束した優しいあの場所まで』（きみとやくそくしたやさしいあのばしょまで）は、三枝夕夏 IN dbの6枚目のシングル。

## 解説
- 自身初となるタイアップ、アニメ『名探偵コナン』オープニングテーマであり、初めてオリコン10位以内に入った曲。最大のセールスを記録した作品でもある。三枝のソロプロジェクトから、4人組バンド形態になったのはこの時である。
- オリコンデイリーランキングでは、初登場5位にランクインした。

## 収録曲
全作詞：三枝夕夏、全編曲：小澤正澄
1. 君と約束した優しいあの場所まで
作曲：小澤正澄
  - 日本テレビ・読売テレビ系アニメ『名探偵コナン』オープニングテーマ。
  - 三枝はPVでへそが見える位置まで裾を切り取ったシャツを着ている。PV撮影の時、発注したシャツの着丈部分が長くてサイズが少し合わなかった為、三枝が自分で裾をハサミで切って着てみたところ、気に入ったのでそのまま着用したとの事である。なお、『君の愛に包まれて痛い』でもハサミで切ったシャツを着用している。
2. I shall be released
作曲：大野愛果
3. Destiny Wind Blows
作曲：三好誠
4. Tears Go By ～DJ ME-YA remix～
5. I can't see, I can't feel ～Lee's Feel Mix～
6. 君と約束した優しいあの場所まで ～Instrumental～

## 収録アルバム
- 三枝夕夏 IN db 1st 〜君と約束した優しいあの場所まで〜（#1,3）
- 三枝夕夏 IN d-best 〜Smile&Tears〜（#1）
- THE BEST OF DETECTIVE CONAN 2 〜名探偵コナン テーマ曲集2〜（#1）
- GIZA studio 10th Anniversary Masterpiece BLEND 〜FUN Side〜（#1）
- GIZA studio presents -Girls-（#1）
- U-ka saegusa IN db Final Best（#1）